# Bdeněves
Bdeněves (en alemán Wenussen) es un pueblo y municipio en el distrito de Pilsen Norte. 

## Historia
La primera referencia escrita sobre el pueblo es del año 1197. En el año 1424, Jan Žižka de Trocnov visitó el pueblo justo antes de su muerte. 
El 31 de diciembre de 2014 contaba con 655 habitantes, de los cuales 344 eran hombres y 311 mujeres.

## Administración municipal y política
En el período 2010-2014 el alcalde fue Ing. Josef Šmíd. Desde el año 2014 esta función la ocupa Petr Chleborád.

## Patrimonio
- Destaca la capilla de st. Florian